# 椎關節病
椎關節病是脊椎退行性病變，典型的特征是韧带肥大、椎间盘退变和骨赘形成，这些变化可能导致神经结构受到撞击或夹挤，引起疼痛或功能障碍，包括力量、协调、感觉和内脏功能的丧失。椎關節病是脊柱病（spinal disease）或脊椎病（spondylopathy）的一種。椎關節病依病理機制翻譯有許多異名，如：脊椎關節退化、椎關節粘連、椎关节强硬、退化性脊椎炎（但事實上此病主要不是炎症性疾病）。
在頸椎段則稱為颈椎病或頸椎關節病。

## 常见病因
1. 职业原因，长期从事低头伏案工作的人员最易患颈椎病，如作家、教师、会计、绘图、缝纫工、IT业工作者及机关工作人员等，还有长期仰头工作的人员例如天花板的粉刷工人。
2. 吸烟，饮食不当等因素会影响淋巴回流，间接对颈椎不利。
3. 开车等惯性损伤，高速行车中的突然刹车而造成颈椎病已是相当常见，我们常常称之为“挥鞭”样损伤。
4. 外伤，指外力暴力造成的颈椎受伤。
5. 气候环境，颈椎病病人常因风寒、潮湿等环境改变、季节气候变化而加重。
6. 年老退变，随着老年人的机体、内脏、形态、功能的逐步衰老退化，运动系统也会随着衰老而退变。

## 分类及症状
颈椎病可分为颈型、神经根型、脊髓型、椎动脉型、交感神经型和其他型，临床常表现为颈、肩臂、肩胛、上背及胸前区疼痛，臂手麻木，肌肉萎缩，甚至四肢瘫痪。
可发生于任何年龄，以40岁以上的中老年人为多。但随着生活方式的改变和积极预防保健的不足，近年来在青少年中亦不罕见。

## 治疗
颈椎病是多种疾病的根源，其退行性病变是一个长期、缓慢的过程。它也是一种疑难疾病，发病后需要医生进行专业的诊断并制定合适的治疗方案。
按摩治疗颈椎病属于患者可以接受的常见治疗方式，具有舒筋通络、活血散瘀、消肿止痛、滑利关节、整复错缝等作用，对神经根型的效果较为明显，对椎动脉型和交感神经型也有一定的疗效。对脊髓型颈椎病，按摩疗法应慎用。
颈椎病治疗的根本原则，是促使颈椎恢复原有正常、稳定的生物力学结构，其中最主要的是恢复颈椎正常的生理曲度（前屈），绝大多数颈椎病患者通过姿势调整、特别是睡姿调整，适当休息以及正确的颈肩背部肌肉锻炼就能恢复。药物具有止痛、消炎等作用，针灸、推拿、物理治疗等能缓解颈部肌肉痉挛、促进血液淋巴循环，均有一定疗效，但这些方法在促进颈椎恢复正常生物力学结构方面没有作用。当然比治疗更重要的是日常保健，如姿势调节等。牵引无助于颈椎恢复正常的生物力学结构，甚至有拉直颈椎生理弯曲（前屈）的弊端，应当慎用。